# إدوين د. مورغان (سياسي)
إدوين د. مورغان (بالإنجليزية: Edwin D. Morgan)‏ هو ضابط وشخصية أعمال وسياسي أمريكي، ولد في 8 فبراير 1811 في Washington, Massachusetts ‏ في الولايات المتحدة، وتوفي في 14 فبراير 1883 في نيويورك في الولايات المتحدة. نشط حزبياً في الحزب الجمهوري.

## مناصب
- انتخب Chair of the Republican National Committee ‏ (1856 – 1864).
- انتخب حاكم نيويورك [الإنجليزية]‏ (1859 – 31 ديسمبر 1862).
- انتخب عضو مجلس ولاية نيويورك.
- انتخب عضو مجلس الشيوخ الأمريكي (4 مارس 1863 – 3 مارس 1869).